# Paradrina halimi
Paradrina halimi là một loài bướm đêm trong họ Noctuidae.